# Kloster Goldbach

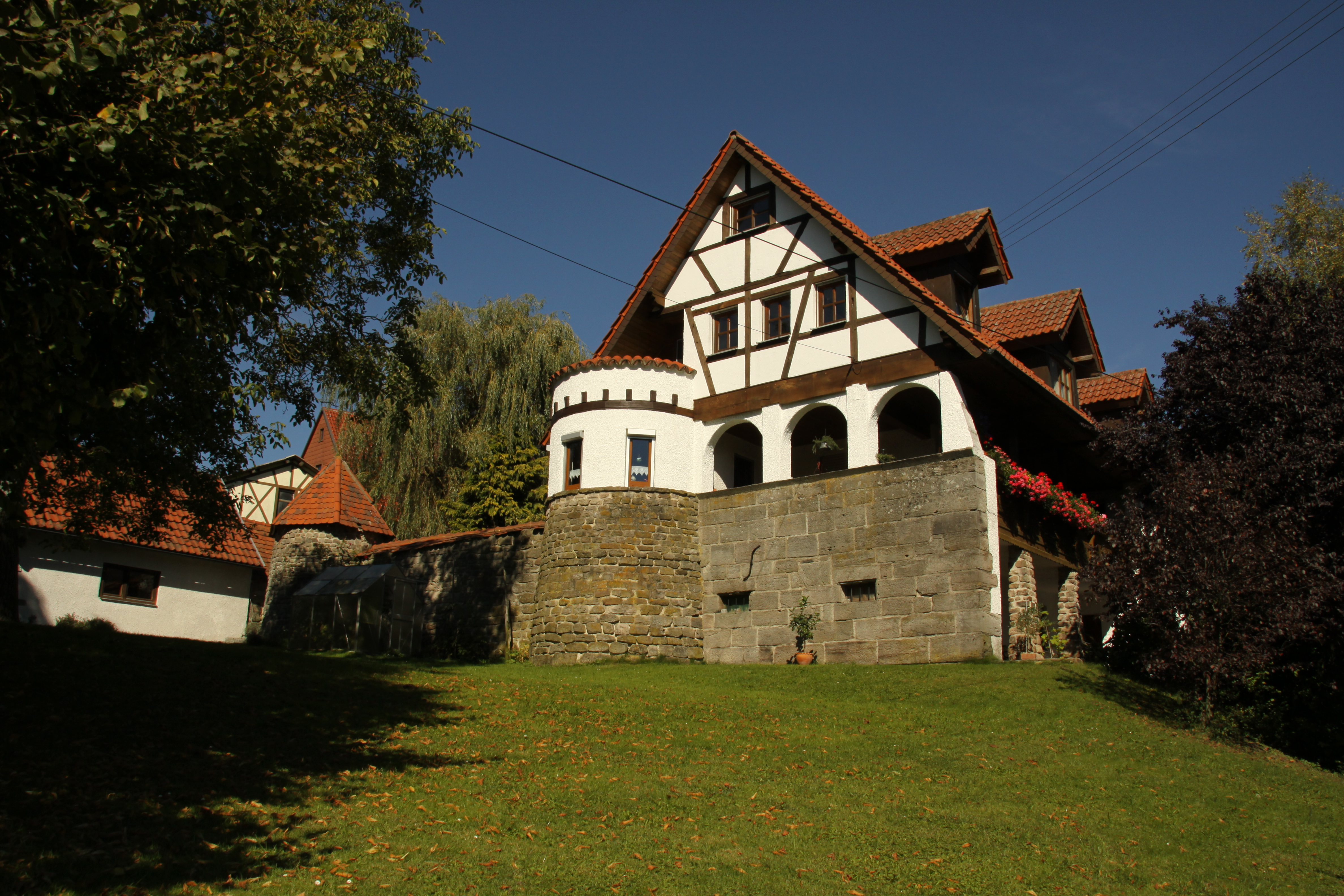
Kloster Goldbach. Reste der Umfassungsmauer

Kloster Goldbach war ein Konvent der Pauliner in Goldbach, einem Ortsteil von Waldenburg im Hohenlohekreis.

## Geschichte
Das Kloster wurde um 1380 von Anna von Leuchtenberg, der Witwe Krafts III. von Hohenlohe, im Weiler Goldbach gestiftet, der selbst 1357 erstmals erwähnt wurde. Im Jahre 1382 bestätigte der Bischof von Würzburg Gerhard von Schwarzburg die Stiftung und übertrug dem Kloster das Patronat der Kirchengemeinde Untermünkheim. Dies sicherte dem Kloster Einnahmen, war aber auch mit der Verpflichtung verbunden, an der Pfarrei des Ortes einen Vikar zu unterhalten.
Der Konvent in Goldbach war für einen Prior, vier Mönche und fünf Laienbrüder vorgesehen. Die Klostervogtei übten die Grafen von Hohenlohe aus. Kirchenrechtlich war es dem Kloster Argenhardt und nach dessen Inkorporation dem Pauliner-Provinzial in Langnau bei Tettnang unterstellt.
Mehrfach wurde das Kloster unter päpstlichen Schutz gestellt, so im Jahre 1388 von Urban VI. und später von Martin V. Zahlreiche Schenkungen und Güterkäufe, bei denen unter anderem die Patronatsrechte von Ilsfeld und Satteldorf an Goldbach fielen, ließen den Besitz des Klosters stetig anwachsen. Aus dem Jahre 1511 ist ein ausführliches Inventar erhalten geblieben, das die Bibliothek und andere Gegenstände auflistet, die sich damals im Besitz des Klosters befanden.
Nach der Reformation wurde das Kloster von seinen Einkünften aus seinen drei Pfarreien abgeschnitten, die auf dem Gebiet der Reichsstadt Schwäbisch Hall lagen. Im Jahre 1553 wurde in Hohenlohe schließlich eine protestantische Kirchenordnung eingeführt, die das Ende des Klosters besiegelte. Der Klosterbesitz wurde von den Grafen von Hohenlohe eingezogen und zwischen den Hauptlinien Neuenstein und Waldenburg aufgeteilt. Goldbach selbst fiel an die Waldenburger Linie. Diese verkauften es im Jahre 1772 an Privatleute.

## Klosteranlage
Das gesamte Klosterareal war ursprünglich von einer Mauer umgeben. Die 1391 erstmals erwähnte Kapelle war dem heiligen Laurentius geweiht. Weitere Gebäude waren das mit einem Kreuzgang an die Kapelle angeschlossene Bruderschaftshaus, das Endreßhaus und der Rossstall. Heute sind noch das Bruderschaftshaus im Grundriss sowie Reste der Ummauerung und der Klostersee erhalten.